# لعنة تشاكي
لعنة تشاكي (بالإنجليزية: Curse of Chucky)‏ هو الفيلم السادس من سلسلة أفلام الرعب «الدمية القاتلة». أُصدر في الولايات المتحدة سنة 2013.

## طاقم التمثيل
- فيونا دوريف بدور نيسا بيرس
- شانتال كيسنال بدور سارة بيرس
- دانيال بيسوتي بدور باربي «بارب» بيرس
- برينان إليوت بدور إيان
- براد دوريف بدور شارلز لي راي/ تشاكي
- جنيفر تيلي بدور تيفاني

## القصة
بعد موت والدتها في ظروف غامضة؛ تبدأ نيكا في الشك أن الدمية الغريبة التي تلعب بها ابنة أختها الصغيرة؛ قد تكون المسؤولة عن كل الأحداث الدموية المخيفة التي تحدث مؤخرًا

## الاستقبال
تلقى الفيلم مراجعات إجابية على العموم، حيث تحصل على نسبة 80% على موقع الطماطم الفاسدة.

## التتمة
تم التأكيد يوم 2 ديسمبر 2013 على وجود تتمة لفيلم لعنة تشاكي.

## وصلات خارجية
- لعنة تشاكي على موقع IMDb (الإنجليزية)
- لعنة تشاكي على موقع ميتاكريتيك (الإنجليزية)
- لعنة تشاكي على موقع روتن توميتوز (الإنجليزية)
- لعنة تشاكي على موقع نتفليكس (الإنجليزية)
- لعنة تشاكي على موقع ألو سيني (الفرنسية)
- لعنة تشاكي على موقع Turner Classic Movies (الإنجليزية)
- لعنة تشاكي على موقع أول موفي (الإنجليزية)
- لعنة تشاكي على موقع فيلمافينيتي (الإسبانية)
- لعنة تشاكي على موقع قاعدة بيانات الفيلم (الإنجليزية)
- لعنة تشاكي على موقع ليتربوكسد (الإنجليزية)